# Andrew Bailey (banquier)
Pour les articles homonymes, voir Andrew Bailey et Bailey.
Andrew John Bailey (né le 30 mars 1959) est un banquier central britannique qui est gouverneur de la Banque d'Angleterre depuis le 16 mars 2020.
Auparavant, il est chef de caisse de la Banque d'Angleterre de janvier 2004 à avril 2011, sous-gouverneur de la Banque d'Angleterre d'avril 2013 à juillet 2016 et directeur général de la Financial Conduct Authority de 2016 à 2020 .

## Éducation
Bailey fréquente la Wyggeston Boys 'Grammar School, Leicester, d'où il est allé au Queens' College, Cambridge, où il obtient un BA en histoire et un doctorat de la Faculté d'histoire de l'Université de Cambridge en 1985 avec une thèse sur l'impact de la guerre napoléonienne. Guerres sur le développement de l'industrie cotonnière dans le Lancashire: une étude de la structure et du comportement des entreprises pendant la révolution industrielle .

## Carrière
Après l'université, Bailey devient chargé de recherche à la London School of Economics, avant de rejoindre la Banque d'Angleterre en 1985.
Il travaille à la Banque d'Angleterre dans un certain nombre de domaines, plus récemment en tant que directeur exécutif des services bancaires et en tant que chef de caisse, ainsi que chef de l'Unité de résolution spéciale (SRU) de la banque. Il est aussi secrétaire privé du gouverneur et chef de la Division de l'analyse économique internationale en analyse monétaire.
Depuis le début de la crise financière en août 2007 et jusqu'en avril 2011, Bailey est responsable des opérations spéciales de la banque pour résoudre les problèmes du secteur bancaire et, en 2009, est président et chef de la direction de Dunfermline Building Society Bridge Bank Ltd.
Le 1er avril 2013, Bailey devient directeur général de la nouvelle autorité de régulation prudentielle  et le premier gouverneur adjoint de la Banque d'Angleterre pour la régulation prudentielle.
Le 26 janvier 2016, il est nommé PDG de la UK Financial Conduct Authority . Il remplace Tracey McDermott, qui est devenue PDG par intérim après la démission de Martin Wheatley à la suite d'un vote de défiance de George Osborne en juillet 2015 .
En mars 2020, le comité restreint du Trésor critique les performances de la Financial Conduct Authority. Le comité déclare qu'il surveillerait de près la culture, les opérations et la transparence de la FCA. Cela fait suite aux critiques accablantes du régulateur par des groupes de consommateurs et de l'industrie pendant le mandat de Bailey en tant que directeur général .
Le 3 juin 2019, le Times rapporte que Bailey est le favori pour remplacer Mark Carney en tant que nouveau gouverneur de la Banque d'Angleterre. Sajid Javid est également intervenu pour soutenir Bailey.
Son mandat expirera le 15 mars 2028.